# Wendlandia angustifolia
Wendlandia angustifolia foi uma espécie de planta da família Rubiaceae.
Foi endémica da Índia.
Foi extinta devido à perda de habitat.